# Itinéraire complémentaire 2 (Portugal)
L'IC2 est une voie rapide sans profil autoroutier divisée en cinq tronçons :
- Arrifana (Santa Maria da Feira) - Travanca (Oliveira de Azeméis) d'une longueur de 15 km

Voir le tracé sur GoogleMaps
- Le contournement de Águeda d'une longueur de 13,5 km

Voir le tracé sur GoogleMaps
- Trouxemil ( IP 3 ) - Condeixa-a-Nova d'une longueur de 23 km

Voir le tracé sur GoogleMaps
- Le contournement Nord de Leiria d'une longueur de 3 km

Voir le tracé sur GoogleMaps
- Le contournement de Rio Maior d'une longueur de 20 km

Voir le tracé sur GoogleMaps
Le reste de l'itinéraire séparant Porto et Lisbonne n'est pas en profil de voie rapide et est désigné comme  N 1 .

## Capacité
| Section | Capacité | Longueur |
| ------- | -------- | -------- |
| IC 2    |          | 75 km    |

## Itinéraire

### Arrifana - Travanca
| Sorties | Villes                                                             |
| ------- | ------------------------------------------------------------------ |
|         | Direction Lourosa N 1                                              |
| Sortie  | Santa Maria da Feira N 227 Arrifana N 227                          |
| Sortie  | São João da Madeira N 227 Nogueira do Cravo - Vale de Cambra N 227 |
| Sortie  | Santiago da Riba                                                   |
| Sortie  | Oliveira de Azeméis - Vale de Cambra N 224                         |
| Sortie  | Travanca -                                                         |
|         | Direction Albergaria-a-Velha N 1                                   |

### Contournement de Águeda
| Sorties | Villes                           |
| ------- | -------------------------------- |
|         | Direction Albergaria-a-Velha N 1 |
| Sortie  | Mourisca do Vouga                |
| Sortie  | Águeda-Nord                      |
| Sortie  | Águeda-Sud                       |
| Sortie  | Barrô                            |
|         | Direction Anadia N 1             |

### Trouxemil - Condeixa-a-Nova
| Sorties | Villes                                                    |
| ------- | --------------------------------------------------------- |
|         | Direction Mealhada N 1                                    |
|         | Alcarraques - Penacova - Viseu IP 3                       |
| Sortie  | Adémia                                                    |
| Sortie  | Pedrulha                                                  |
| Sortie  | Coimbra-Nord (Circulaire Externe)                         |
| Sortie  | Santa Clara - Coimbra-Ouest                               |
|         | São Martinho do Bispo -                                   |
| Sortie  | Mesura                                                    |
| Sortie  | Coimbra-Sud N 1                                           |
| Sortie  | Quinta do Algar                                           |
| Sortie  | Antanhol Palheira                                         |
| Sortie  | Venda do Cego                                             |
| Sortie  | Cernache (Zone Industrielle)                              |
| Sortie  | Cernache                                                  |
| Sortie  |                                                           |
|         | Condeixa-a-Nova-Nord                                      |
| Sortie  | Condeixa-a-Nova-Sud - Penela N 347 Montemor-o-Velho N 347 |
|         | Direction Pombal N 1                                      |

### Contournement Nord de Leiria
| Sorties | Villes                                 |
| ------- | -------------------------------------- |
|         | Direction Pombal N 1                   |
|         | Pousos - (Contournement Est de Leiria) |
|         | Gândara dos Olivais N 109 Leiria-Nord  |
|         | Direction Batalha                      |

### Contournement de Rio Maior
| Sorties | Villes                 |
| ------- | ---------------------- |
|         | Direction Batalha N 1  |
| Sortie  | Alto da Serra          |
| Sortie  | Rio Maior              |
| Sortie  | Óbidos Santarém        |
| Sortie  | Asseiceira             |
| Sortie  | Alcoentre              |
|         | Direction Alenquer N 1 |